# Тяганина
«Тяганина» (рос. Канитель) — оповідання А. П. Чехова, написане і вперше опубліковане у 1885 році.

## Історія публікації
Оповідання А. П. Чехова «Тяганина» написане у 1885 році, вперше опубліковане у тому ж році в журналі «Осколки» (рос.) № 17 від 27 квітня з підписом А. Чехонте. У 1886 році оповідання увійшло у збірку «Строкаті оповідання» («Пестрые рассказы» (рос.)), включену до зібрання творів письменника, виданого А. Ф. Марксом.
Оповідання написане за спогадами письменника про час, коли він у Таганрозі читав і співав на криласі церкви в ім'я Святого Митрофана. Старший брат письменника, Олександр Павлович Чехов згадував:
|  | Антон Павлович на цьому криласі не раз писав бабам на папірцях і на просфорах для проскомідії «за здоров'я» та «за упокій», і це записування імен для поминання послужило йому згодом темою для його оповідання «Тяганина»...» . |

## Критика
Лев Миколайович Толстой вважав оповідання «Тяганина» одним з кращих творів Чехова, хоча відносив його до 2-го сорту.
Критик А. Басаргін в 1900 році, складаючи рецензію на другий том творів Чехова, виданих А. Ф. Марксом, відзначив тип оповідань, в яких панує, як він вважав, «безневинний гумор» і «освіжаюча стихія здорових і бадьорих веселощів». Серед цих оповідань він зазначив твір «Тяганина»: «От уже воістину „тяганина“; але тяганина зовсім „невинна“ і забавна».
Цензор С. А. Верещагін визначив оповідання непридатним для читання в публічних місцях, про що він у 1904 році подав відповідний рапорт у Головне управління у справах друку:
|  | Оповідання це призначене для публічного читання на громадських концертах. Дозволити розглянутий твір до виконання мені видається незручним, так як він висміює церковні порядки, ставлячись до православних обрядів без належної поваги, про що маю честь представити на ласку вашої високості. Цензор драматичних творів Верещагін. 13 лютого 1904 р.» |

На цей рапорт начальник Головного управління у справах друку наклав резолюцію: «Згоден. 13 / II»

## Сюжет
Дія оповідання відбувається в церкві, де дячок Отлукавін стоїть на криласі і намагається розібиратися, що писати у записках «за здоров'я» і «за упокой» на прохання старенької, що стоїть поруч. Старенька зачастила з перерахуванням рабів Божих, тому дячок плутається в записах. Так само плутається з тим, куди кого записувати, і старенька. Вони сперечаються, потім дячок вирішує: «Я їх усіх гуртом запишу, а ти неси до отця диякона… Нехай диякон розбере, хто тут живий, хто мертвий; він у семінарії навчався, а я цих самих діл… хоч убий, нічого не розумію». Старенька погоджується, розплачується з дячком і йде до вівтаря.